# 平夏城之戰
平夏城之戰是宋夏戰爭的組成部分。

## 经过
1096年（北宋紹聖三年）冬天十月，西夏小梁太后與夏崇宗李乾順親自率領軍隊，號稱五十萬大軍，進攻宋國鄜延路，但各州縣均守禦完備，西夏軍只好進攻金明砦，將精騎留在龍安砦附近。夏崇宗母子親臨前陣，擂動戰鼓，西夏軍將士士氣高漲，攻破金明砦，將守將皇城使張俞和二千八百名宋軍幾乎屠殺一空，只有五人得脫，並繳獲大量物資。西夏向宋國上表稱：「朝廷待我刻薄，本來要攻打鄜延，但因為我恭順，所以只取金明，未失臣節。」
宋哲宗聽聞西夏軍入寇，對此處之泰然：「五十萬衆深入吾境，最多不過十日，攻佔一兩個砦後將退。」後來戰事竟如宋哲宗所料。
其後知渭州章楶建議對西夏採取經濟制裁與碉堡作戰，為了實踐這套戰術，在石門峽江口與好水河南修建二城，被賜名平夏城與靈平砦。
隨後宋軍在第二年進行軍事報復，攻克西夏洪州、宥州、會州、青唐等地，環慶鈐轄張存一度佔據鹽州，但他在勝利回師途中，被西夏軍追襲並縱火，四面攻擊。宋軍蕃官承制趙宗銳等人被殺，鹽州得而復失，不過西夏亦因為之前宋軍的報復而元氣大傷。
平夏城的修建，使得西夏軍從沒煙峽進攻宋國的通道被堵死，因此在1098年（紹聖五年），小梁太后偕同夏崇宗李乾順再次進攻平夏城，章楶遣折可適、郭成輕騎夜襲，擒獲西夏統軍嵬名阿埋、西壽監軍妹勒都逋，俘獲西夏軍三千餘人，繳獲牛羊十餘萬頭，史稱平夏城之戰。
大捷的消息傳出後，宋哲宗親自到紫宸殿接受大臣的祝賀，並擢章楶為樞密直學士、龍圖閣端明殿學士，進階大中大夫。隨後宋軍興建西安州與天都砦，打通涇原路與熙河路，控制橫山大部分地區後，秦州變成內地，宋軍取得對西夏戰略上的優勢。
宋國控制橫山地區後，西夏處境日益艱困。1099年（元符二年）西夏發生政變，在遼國暗助下，小梁太后被設計毒殺，隨後西夏以皇太后逝世為理由，向宋國遣使告哀並謝罪，宋國表示不接納西夏的使節。不過遼國隨即派遣簽書樞密院事蕭德崇，為宋夏兩國「調停」，最後宋國只好接受西夏的求和。